# Girgensohnia bungeana
Girgensohnia bungeana är en amarantväxtart som beskrevs av Sukhor. Girgensohnia bungeana ingår i släktet Girgensohnia och familjen amarantväxter. Inga underarter finns listade i Catalogue of Life.